# Gabrovo (stad)
Gabrovo (Bulgaars: Габрово) is een stad in Bulgarije met 54.004 inwoners (31 dec 2016). Het is de hoofdstad van de oblast Gabrovo. Gabrovo strekt zich uit langs de rivier de Jantra en ligt nabij het geografische middelpunt van het land.
Gabrovo ontstond aan een belangrijke handelsroute, die van de Donau over de Sjipkapas naar het zuiden liep. De stad was in de 19de eeuw een van de centra van de nationale Bulgaarse wedergeboorte. Ze ontwikkelde zich aan het eind van die eeuw tot een belangrijk centrum van textielindustrie, het Manchester van Bulgarije. Sinds 1995 heeft Gabrovo een technische universiteit.
De legendarische stichter van de stad is de smid Ratsjo (Ratsjo Kovatsja), voor wie op een rots in de Jantra een standbeeld is opgericht. De inwoners van Gabrovo staan in Bulgarije bekend om hun zuinigheid en hun humor. In het sinds 1972 bestaande Huis van Humor en Satire (Dom na choemore i satirata) vindt een tweejaarlijks humor- en satirefestival plaats.
Gabrovo was in 1935 de geboortestad van Christo Vladimirov Javacheff, die vooral dankzij zijn ingepakte gebouwen waarschijnlijk de bekendste Bulgaarse kunstenaar van zijn tijd is geworden.

## Bevolking
Op 31 december 2016 telt de gemeente Gabrovo 59.663. Daarvan wonen er 54.004 in de stad Gabrovo en 5.659 in de omliggende dorpen, waarvan Popovtsi en Javorets de grootste zijn met 476 en 423 inwoners respectievelijk. De etnische Bulgaren vormen 98% van de bevolking en de grootste religie is de Bulgaars-Orthodoxe Kerk. 
Bevolkingsontwikkeling van de stad Gabrovo vanaf het jaar 1934:
| 1934   | 1946   | 1956   | 1965   | 1975   | 1985   | 1992   | 2001   | 2011   | 2016   |
| ------ | ------ | ------ | ------ | ------ | ------ | ------ | ------ | ------ | ------ |
| 13.668 | 21.180 | 37.919 | 57.605 | 75.040 | 81.415 | 76.522 | 67.350 | 58.030 | 54.004 |

De leeftijdsstructuur is sterk verouderd: van de 58.030 inwoners in 2011 zijn er 9210 inwoners tussen de 0-19 jaar oud, 15327 tussen de 20-39, 16908 tussen de 40-59 en 17505 zijn zestig jaar of ouder.

## Partnersteden
- Aalst (België)
- Aberdeen (Verenigd Koninkrijk)
- Mittweida (Duitsland)
- Mahiljow (Wit-Rusland)
- Thun (Zwitserland)
- Mytisjtsji (Rusland)

## Geboren
- Christo (1935-2020), Bulgaars-Amerikaans architect, beeldhouwer, installatiekunstenaar, schilder en tekenaar
- Miroslav Ivanov (1981), voetballer

## Galerij

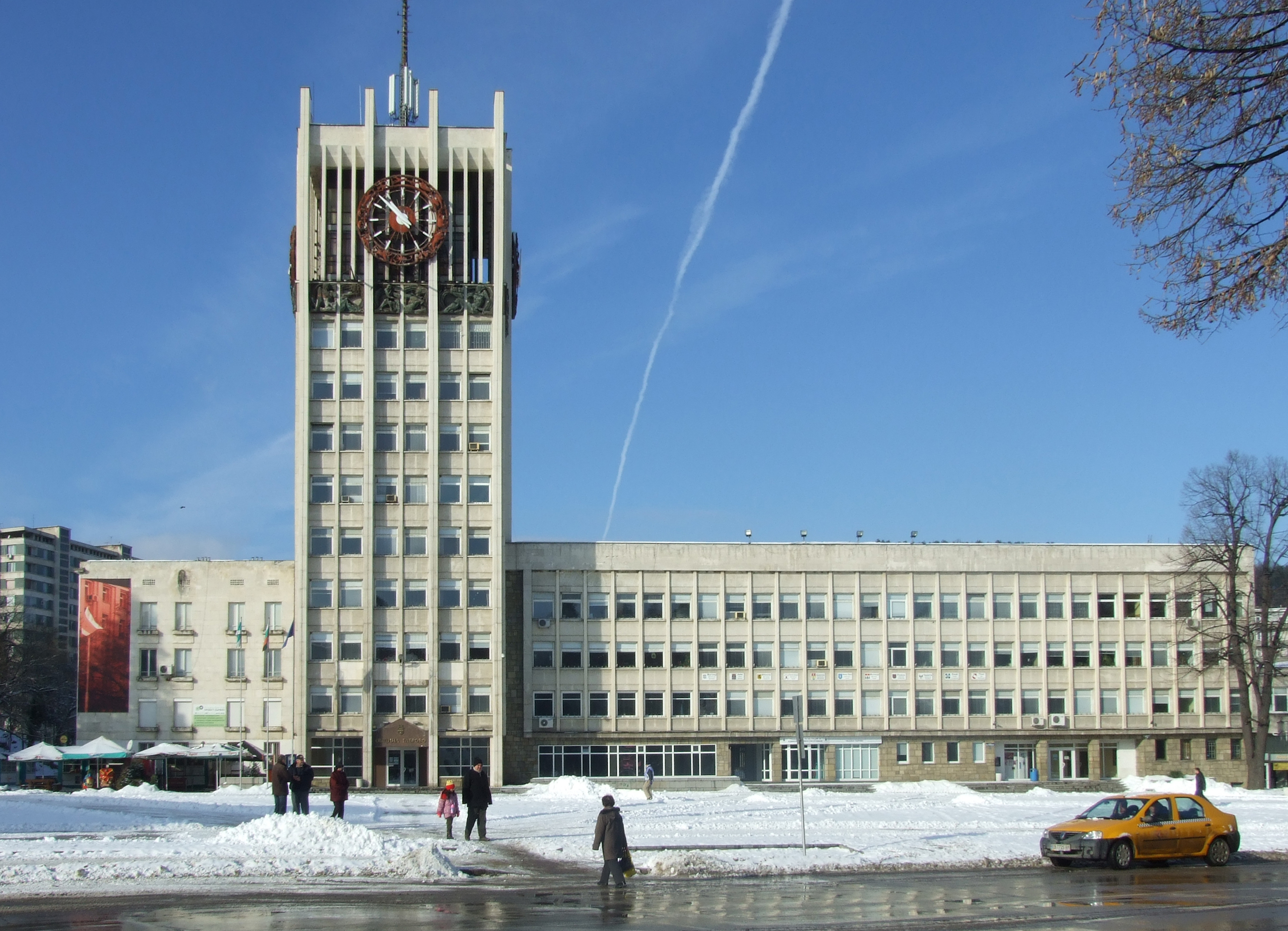
Stadhuis van Gabrovo
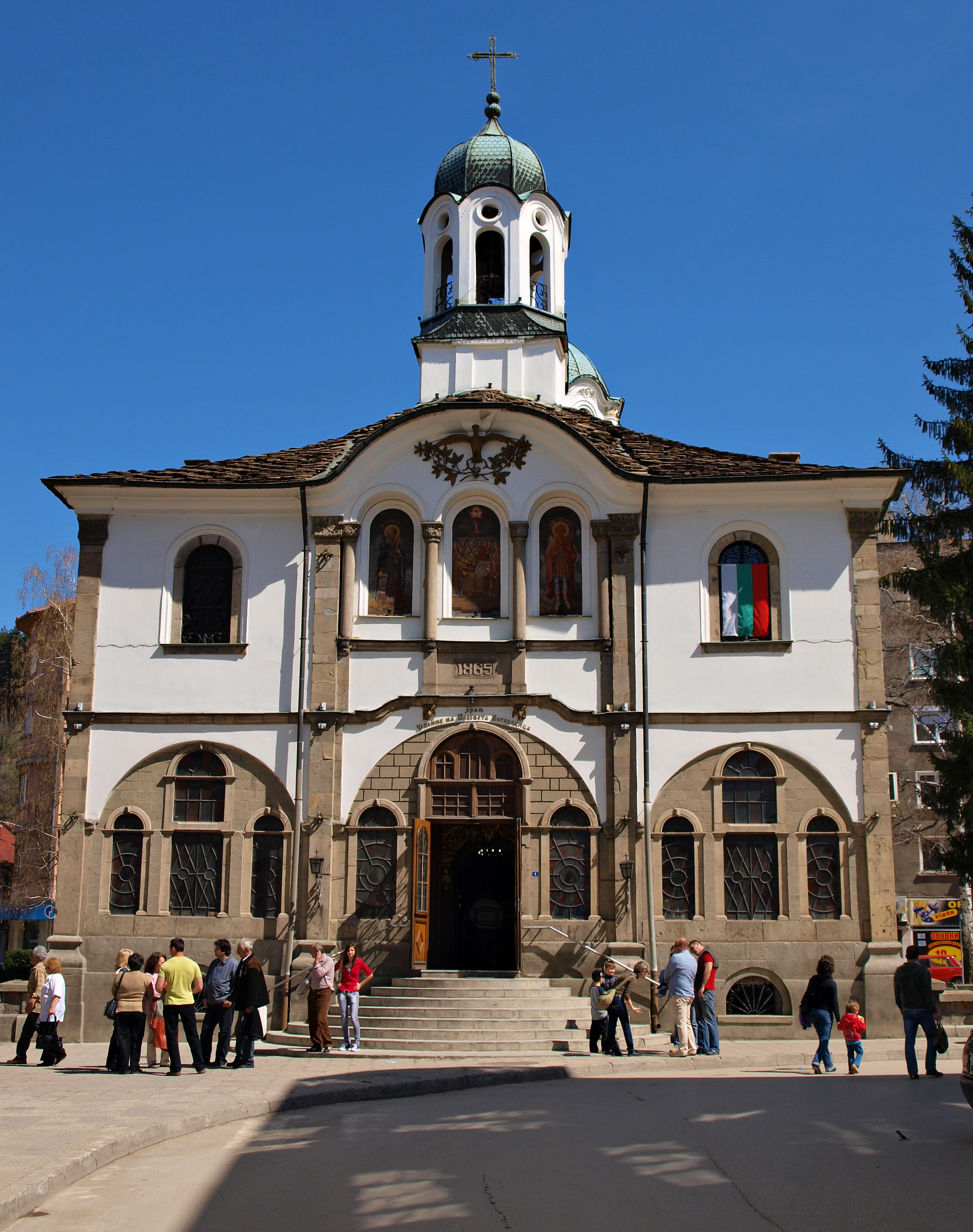
Kerk van de Ontslapenis van Moeder Gods
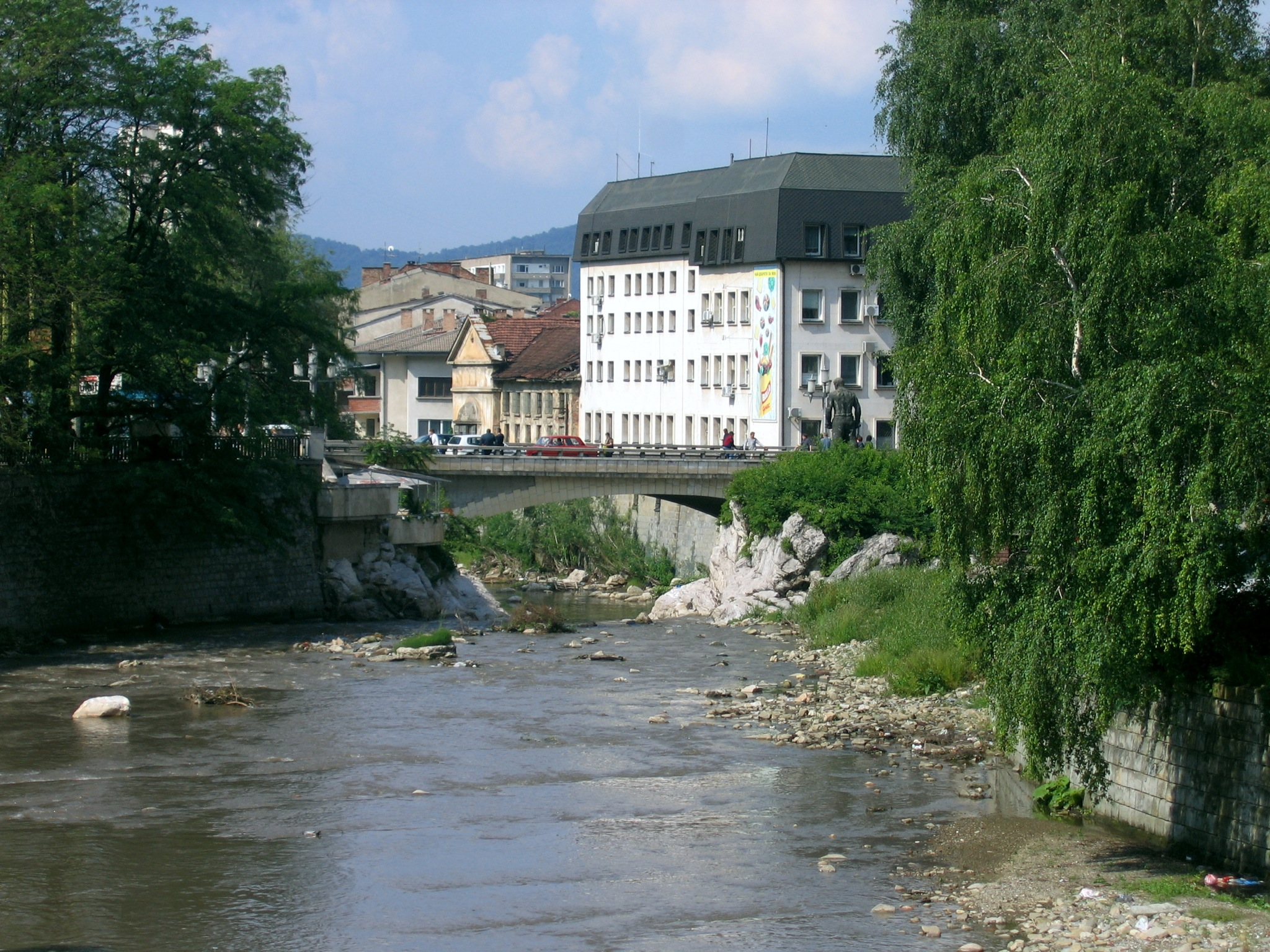
Brug over de Jantra